# スリヴォヴィッツ

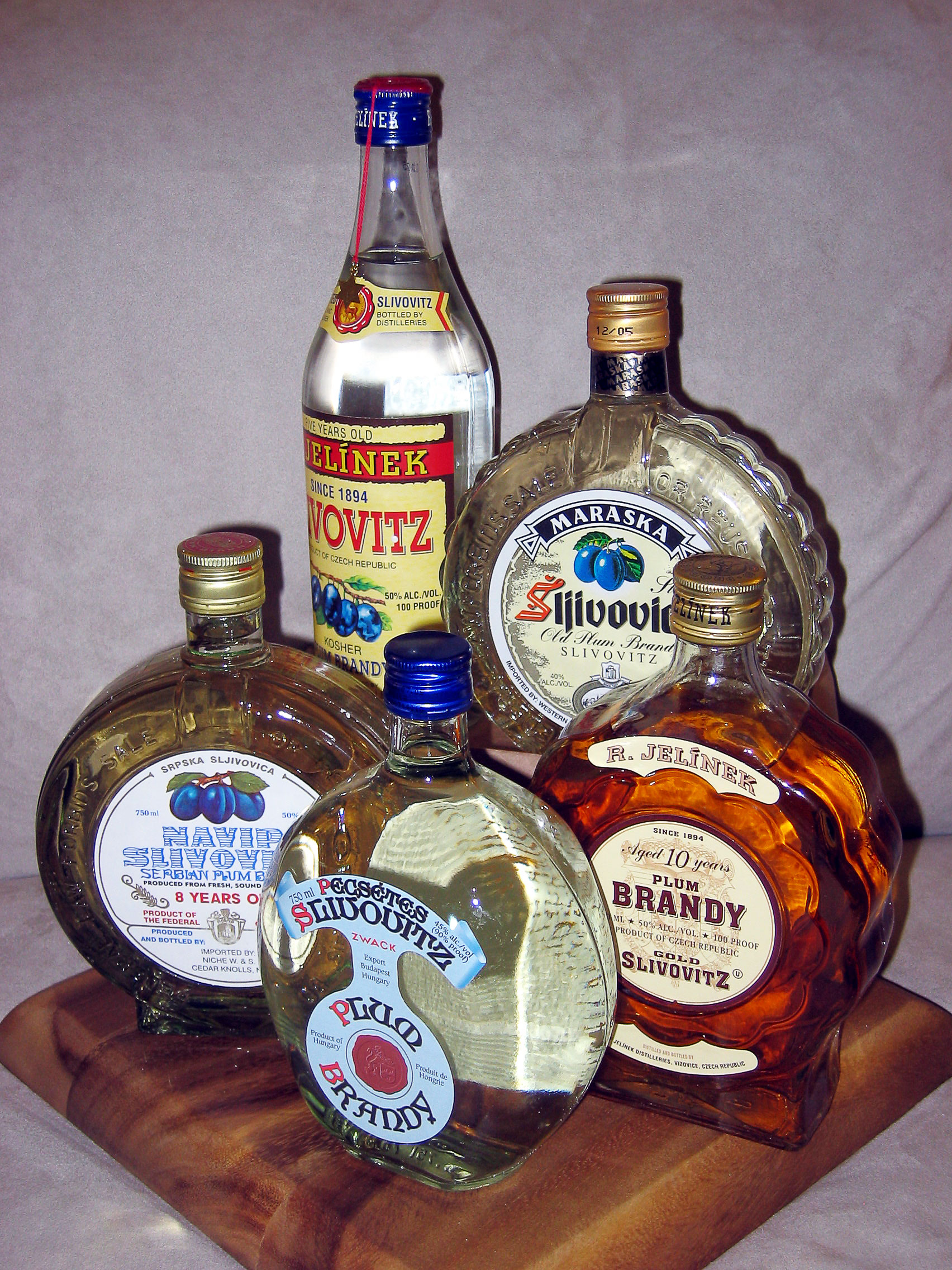
ビンに入ったスリヴォヴィッツ各種

スリヴォヴィッツ、スリヴォヴィツァあるいはシュリヴォヴィツァ（セルビア語: шљивовица / šljivovica、ブルガリア語: сливовица、チェコ語: slivovice、ドイツ語: Sliwowitz、ボスニア語: šljivovica、クロアチア語: šljivovica、ハンガリー語: sligovica、イタリア語: slivovitz、マケドニア語: сливова、ポーランド語: śliwowica、ルーマニア語: şliboviţă、スロバキア語: slivovica、スロベニア語: slivovka、イディッシュ語: שליוואָוויץ、ウクライナ語: слив'янка、英語: Slivovitz）は、スモモの一種ダムソン・プラムから造られる蒸留酒である。プラム・ブランデー（plum brandy）と呼ばれることもある。果実から造られる蒸留酒全般を指す言葉としてバルカン半島ではラキヤ、ハンガリーではパーリンカ、スロバキアではパーレンカという語があり、スリヴォヴィッツはその1種とみなされている。スリヴォヴィッツは中欧および東欧の産品であり、商用のものも自家製のものもある。主要な産出国はセルビア、スロベニア、クロアチア、ボスニア・ヘルツェゴビナ、チェコ共和国、スロバキア、ポーランド、ハンガリー、ブルガリアなどである。

## 呼称
「スリヴォヴィッツ」という言葉はスラヴ語でスモモ、特にダムソン・プラムを指す語（セルビア語でシュリヴァ шљива / šljva - damson plum,、チェコ語でスリーヴァ slíva など）に、接尾語の-ヴィツァ（-vica）をつけて形作られている。果実を原料とする蒸留酒には同様の命名が多くみられ、チェコ語を例に上げればmeruňka（アンズ）→meruňkovice（アンズ酒）、broskev（モモ）→broskvovice（モモ酒）などとなっている。

## 生産と消費
スリヴォヴィッツの生産は中欧および東欧のスラヴ諸国が中心であり、商用で生産されるものも自家製のものもある。主要な産出国はセルビア、チェコ共和国、スロバキア、ポーランド、ハンガリー、ブルガリアなどである。
スリヴォヴィッツの消費は生産国とほぼおなじであり、またこれらの国の出身者のコミュニティでも消費される。同様のスモモ酒はドイツ、スイス、フランス、イタリアおよびアメリカ合衆国、カナダにもあり、プフリュムリ（ドイツ語: Pflümli）、ツヴェッチュゲンヴァッサーあるいはオー・ド・ヴィと呼ばれる。ただし、アメリカ合衆国のクリア・クリーク蒸溜所のように、「スリヴォヴィッツ」の名でスモモ酒を生産している場合もある。
2022年にセルビアのスリヴォヴィツァはUNESCOの無形文化遺産に登録される。

## 製造方法
| スリヴォヴィッツの単純な製造設備。セルビア・ジティシュテ（英語版）のスルプスキ・イテベイ（英語版）にて（2009年9月26日） |  | スリヴォヴィッツの単純な製造設備。セルビア・ジティシュテ（英語版）のスルプスキ・イテベイ（英語版）にて（2009年9月26日） |
| スリヴォヴィッツの単純な製造設備。セルビア・ジティシュテのスルプスキ・イテベイにて（2009年9月26日）                     |  | |

まず、スモモ果実と種子を潰して圧搾する。これに酵母、デンプン、砂糖を加える場合もある。これを撹拌して発酵させる。その後蒸留するが、蒸留の回数は好みや地域色に応じて様々である。最後に熟成させるのが一般的である。
生産者の中には、ユダヤ教徒の食品としての適合性を定めるカーシェールの認定を受け、製品がハーメーツであることを明示しているものもある（カシュルートを参照）。スリヴォヴィッツは原料に小麦を含んでおらず、そのためユダヤ教において小麦を原料とする酒類が禁じられる過越祭の期間中も口にすることが許される。そのため、アシュケナジム・ユダヤ人の間では、スリヴォヴィッツは過越と関連づけられている。
スリヴォヴィッツではない蒸留酒にスモモのジュースやアーモンド抽出物などで味付けしたコピー食品も存在する。

## 各国の生産者

### オーストラリア
- タンボリン・マウンテン蒸溜所（Tamborine Mountain Distillery）[8]

### ボスニア・ヘルツェゴビナ
- プリイェドルチャンカ（Prijedorčanka）
- ヘポク（Hepok）

### ブルガリア
ブルガリアでは、トロヤン修道院が設置された14世紀から、修道士によって製造が続けられてきたトロヤンスカ・スリヴォヴァ（Troyanska Slivova）が知られる。元のレシピでは40酒類のハーブを使用するものとされ、歴代の修道院長がその製法を受け継いできた。1894年、トロヤン修道院のスリヴォヴィッツはベルギー・アントウェルペンの蒸留酒品評会に出展され、銅賞を受賞する。トロヤン修道院のスリヴォヴィッツは、トロヤン地域で生産されたマジャルキニ（Маджаркини сливи）と呼ばれる品種のみを使用する。この品種は芳香に富み、またブルガリアでもテテヴェンのスモモなどとは違って種子が簡単に外れるとされる。また、その蒸留装置も専用のものを用い、80リットルから120リットル程度を装置にかける。アルコール度数は39度から41度程度となる。ブルガリア正教会総主教のマクシムは2009年、ソフィアにて、自身の95歳の誕生日をトロヤンのスリヴォヴィッツで祝福した。
ブルガリア政府の協力のもと、チェコのルドルフ・ヤリーネク蒸溜所（Rudolf Jelínek）が2007年よりトロヤンスカ・スリヴォヴァおよびテテヴェンスカ・スリヴォヴァ（Tetevenska slivova）の製造を始めた。また同じ年にルドルフ・ヤリーネクやブルガリア最大のスリヴォヴィッツ製造メーカーであるヴィンプロム・トロヤン（Винпром Троян / Vinprom Troyan）の株式の過半数を取得した。ルドルフ・ヤリーネクはその半年前にもブルガリアで2番目の規模を持つスリヴォヴィッツ製造メーカー、デスティラ・テテヴェン（Дестила АД Тетевен / Destila AD Teteven）を買収している。ヴィンプロム・トロヤンの製品は主に輸出用となっている。
トロヤンでは民主化以降、9月後半に「スモモの日」を定めており、トロヤンおよびトロヤン修道院のあるオレシャクにおいて祝賀されている。スモモは長年に渡りトロヤン地域の主要産品であり、20世紀初頭よりスモモを原料としたマーマレードやペースト、ドライフルーツなどが製造され、西ヨーロッパ諸国などへ輸出されてきた
- トロヤンスカ・スリヴォヴァ（Troyanska Slivova）[11]
- テテヴェンスカ・スリヴォヴァ（Tetevenska Slivova）[12]
- レシドレンスカ・スリヴォヴァ（Lesidrenska Slivova）[13]
- エレンスカ・スリヴォヴァ（Elenska Slivova）[14]

### クロアチア
- バデル1862（Badel 1862）[15]
- マラスカ（Maraska）[16]

### チェコ共和国
チェコ共和国ではスリヴォヴィッツ（チェコ語ではスリヴォヴィツェ slivovice）やその他の果実酒の多くは国土の南部・東部にあたるモラヴィアやヴィソチナ州で主に生産される。チェコにおけるスリヴォヴィッツの製造は、16世紀ごろにバルカン半島からこの地域に移住したヴラフ人あるいはクロアチア人によってもたらされたものと考えられる
伝統的な自家製の蒸留は、違法とされた現在でも細々と行われているが、一般家庭で飲用されるスリヴォヴィッツの製造は、大部分が家庭ではなく地域の蒸溜所に移っている。これは、製造過程における誤り（特に、有毒なメタノールの発生）を抑えるうえでも有効である。また、政府は製品のアルコール度数に応じて課税しているが、非商用の私的な飲用目的での製造については税の減免措置が取られている。家庭で飲用するスリヴォヴィッツのアルコール度数は一般的に50%を超えるが、商用として流通しているものはこれよりも度数が低いものが多い。
スリヴォヴィッツは氷点下にてよく冷やし、パナーク（panák、「小さな人形」）、カリーシェク（kalíšek、「小さなグラス」）、あるいはシュタンプルレ（štamprle、原義はドイツ語で「小さなグラス」 Stamperl）といった小さなショットグラスで提供される。グラスに氷は入れない。よく冷やすことでアルコール度数の高さによる飲みづらさを低減できるものの、常温で飲むほうが原料の果実の芳香を楽しむことができる。
商用で広く流通しているスリヴォヴィッツには以下のようなものがある:
- ルドルフ・ヤリーネク（Rudolf Jelínek）[17]
- ジュファーネク（Žufánek）[18]
- ボンフィエル（Bonfier）[19]
- ストック（Stock）[20]

スリヴォヴィッツはモラヴィアの象徴的な飲み物と考えられており、現地のことわざや民謡、テレビ番組や映画といった、伝統、文化、ポップカルチャーにて頻繁に目にする。

### イタリア
- ジロラモ・ルクサルド（英語版）[21]

### ポーランド
ポーランドでも古くからスリヴォヴィッツ製造の伝統がある。伝統的にポーランド南部の高地の住人がスリヴォヴィッツを造り飲用してきており、特別のブランド名も持っていなかった。ポーランドのスリヴォヴィッツとして知られているもののひとつに、ウォンツコ地域で製造されるシュリヴォヴィツァ・ウォンツカ（Śliwowica Łącka）がある。長年に渡ってポーランドでは質の高いスリヴォヴィッツとみなされてきたが、この名称は特定の生産者がブランドを保持しているものでもなく、また特別の地域ブランド保護制度もないため、シュリヴォヴィツァ・ウォンツカを名乗りながら質の悪いものが多く製造されるようになってしまった
。
ポーランドには第二次世界大戦以前まで多くのユダヤ人が居住しており、彼らも多くのスリヴォヴィッツを製造していた。アレクサンドルフ、ストリクフ、ウッチ、ワルシャワ、クラクフをはじめとする都市部に多く住むユダヤ人たちは、過越祭の飲み物としてスリヴォヴィッツを愛用していた。第二次世界大戦後、ポーランド政府はユダヤ人によるスリヴォヴィッツ製造の伝統復活を試み、ペイサフフカ（Pejsachówka）ブランドはその代表例となった。「ペイサフフカ」というブランド名は、ポーランド語で過越祭を意味するシュヴィエント・パスヒ（Święto Paschy）に由来している。
1989年の共産主義体制の終焉後、ペイサフフカの流通は停止した。その後国内の蒸溜所が新たに「過越（パスハ）」の名を冠するシュリヴォヴィツァ・パスハルナ（Śliwowica Paschalna）の製造を開始した。当初はペイサフフカの復活を目指したものであったが、ペイサフフカ本来の味を復元することができなかったため、新ブランドの発足に至った。本来のペイサフフカはスモモ、砂糖、酵母、水のみで作られ、それ以外の材料を使用することは認められていなかった。シュリヴォヴィツァ・パスハルナでは、低コストで必要なアルコール度数を確保するために穀物製の蒸留酒を混ぜあわせていた。このため、パスハルナはユダヤ人が過越（パスハ）の期間中に飲用できるものではなく、品質においてもペイサフフカとは大きく異なっていた。
ユダヤ人によるスリヴォヴィッツ製造のもう一つの例として、ウッチのユダヤ人コミュニティの協力を得て地元の蒸溜所で製造されているシュリヴォヴィツァ・ストリコフスカ（Śliwowica Strykowska）がある。これはカーシェールの認定を受け、ユダヤ人が過越（パスハ）で飲用できるものである。ストリコフスカも、かつてのポーランドにおけるユダヤ人のスリヴォヴィッツ製造の伝統、そしてペイサフフカを受け継ぐものとして発足したものである。英語ではストリコヴァー・スリヴォヴィッツ（Strykover Slivovitz）と呼ばれる。
- シュリヴォヴィツァ・ウォンツカ（英語版）（Śliwowica Łącka）
- シュリヴォヴィツァ・ストリコフスカ（Śliwowica Strykowska）
- シュリヴォヴィツァ・パスハルナ（Śliwowica Paschalna）
- ポルモス（英語版）（Polmos）[26][27]

### セルビア
セルビアではラキヤの一種としてシュリヴォヴィツァ（Šljivovica）と呼ばれ、何世紀にもわたりスモモの生産とスリヴォヴィッツ製造が続けられてきた。スリヴォヴィッツの他にもスモモを原料とする産品はセルビア人にとって欠かせないものであった A Serbian meal usually starts or ends with plum products.。スリヴォヴィッツはセルビアでは主に食前酒として供される。セルビアのことわざで、「家を建てる最良の場所は、スモモが最も良く育つ場所である」というものがある。
スリヴォヴィッツは氷点下でよく冷やしてチョカニ（čokanji）、チョカニチチ（čokanjčići）と呼ばれる30mlから50ml程度の小さなショットグラスに入れて供される（このグラスはヴォイヴォディナではフィチョク（fićok）、フィチュツィ（fićuci）と呼ばれる）。これは、セルビアのほか外国でディアスポラとして暮らす世界各国のセルビア人の伝統である。
スリヴォヴィッツはセルビアの民俗文化と深い結びつきを有しており、誕生、洗礼、兵役、結婚、葬儀など多くの儀礼で飲料として登場する。セルビア正教会の守護聖人の祭・スラヴァにおいてもスリヴォヴィッツが用いられる。スリヴォヴィッツはセルビアにおいて数多くの民俗文化の中で見られ、またアルコール飲料として重要な地位を占めている。
統計によると、2004年にセルビアで製造されたスリヴォヴィッツの総量は40万リットルを超えている。セルビアは最大のスリヴォヴィッツの輸出国であり、また世界第2のスモモの生産国である。
複数の国がスリヴォヴィッツに関する欧州連合の原産地名称保護制度適用を主張していたが、2007年10月欧州連合は、「スリヴォヴィッツ」は一般名称であると定め、各国それぞれが独自にスリヴォヴィッツの産地呼称を保護するように求めた。これを受けてセルビアでは、セルビア産のスリヴォヴィッツについてはセルビアン・スリヴォヴィッツ（Serbian Slivovitz、スルプスカ・シュリヴォヴィツァ Srpska šljivovica / Српска шљивовица）と称することができると定めた。
肥沃なシュマディヤ地域は、特にスモモおよびスリヴォヴィッツの生産で知られている。
セルビア南西部、ズラティボル山地の町・チャイェティナ市にはシュリヴォヴィツァ (チャイェティナ)という村がある。
- フロレス（Flores）[34]
- ウルフ・インター・エクスポート（Wolf Inter Export Stefan Nemanja slivovitz）[35]
- ナヴィプ（Navip）[36]
- スタラ・ソコロヴァ（Stara Sokolova）[37]
- ズラトニ・トク（Zlatni Tok）[38]
- ズラトナ・ビセルカ（Zlatna Biserka）[39]
- カッツ・ラキイェ（Katz Rakije）[40]
- プロクパツ（Prokupac）[41]
- ゴルダ（Gorda）[42]

### スロバキア
- ボシャーツカ・パーレニツァ（Bošácka pálenica (Bošácka slivovica)）[43]
- GASファミリヤ（GAS Familia (Goral Slivovica 52%)）[44]
- オールド・ヘロルド（Old Herold (Bošácka slivovica)）[45]
- サント・ニコラウス（St. Nicolaus (Zbojnícka slivovica 52%)）[46]
- S 52[47]
- ミヤフスカー・スリヴォヴィツァ 52°（Myjavská slivovica 52°）

### スロベニア

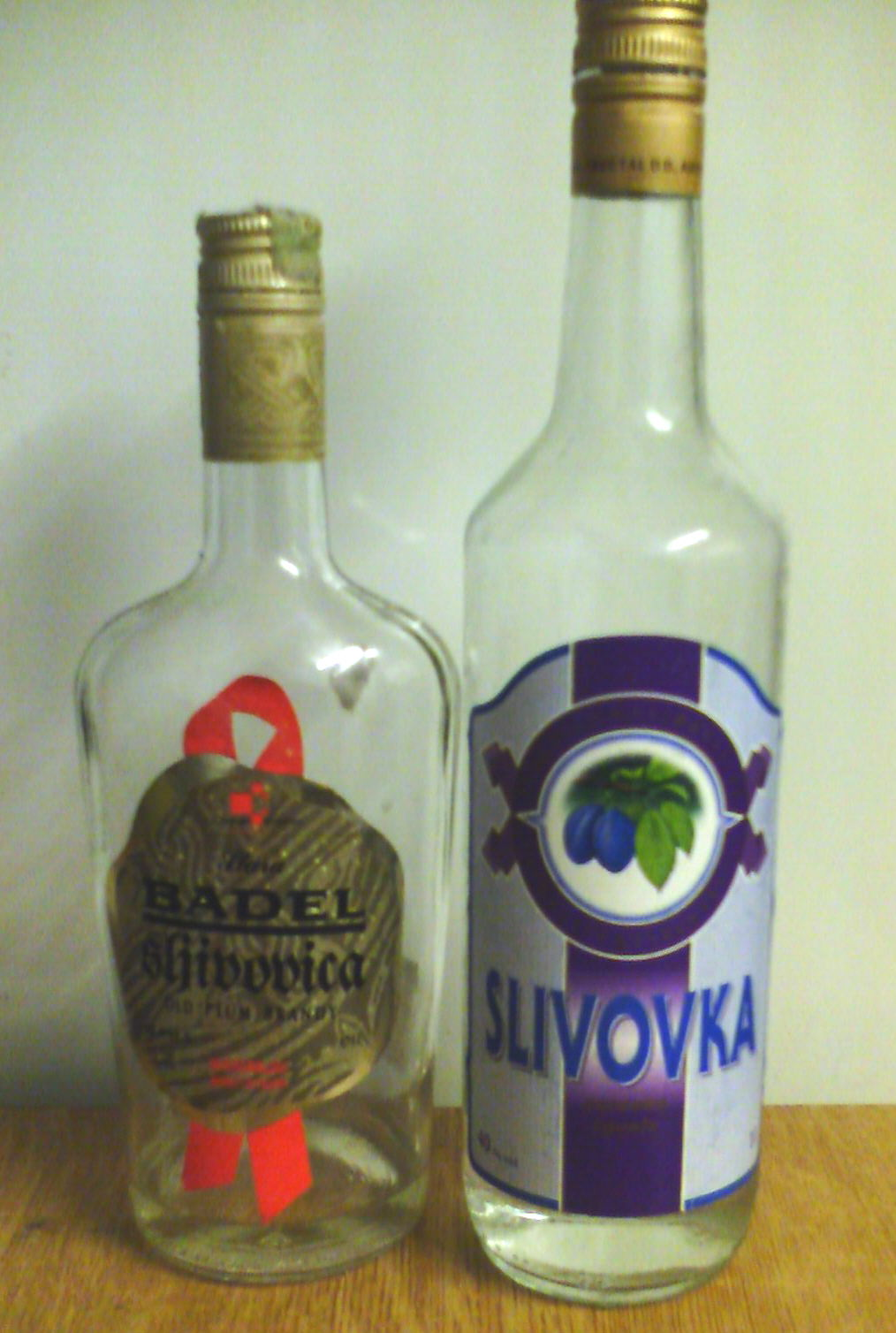
クロアチア（左）とスロベニア（右）のスリヴォヴィッツ。クロアチアではシュリヴォヴィツァ、スロベニアではスリヴォウカと呼ばれる

- ブディッチ（Budič）[48]

### アメリカ合衆国
- ブラック・スター・ファームス（Black Star Farms）[49]
- クリア・クリーク蒸溜所（英語版）（Clear Creek Distillery）[50]
- ピーチ・ストリート蒸溜所（Peach Street Distillers）[51]
- ストリンガーズ・オーチャード（Stringer's Orchard）[52]